# Ceratocarpus
Ceratocarpus es un género de plantas fanerógamas con cinco especies descritas, pertenecientes a la familia Amaranthaceae.

## Descripción
Son hierbas anuales monoicas, con ramas bifurcadas y lineales a oblongas estrechas, hojas, enteras, las basales serán generalmente más amplias que las superiores. Flores estaminadas ebracteoladas, en grupos de 2-5, sobre todo en las axilas de las hojas superiores, poco pediceladas con un perianto 2 lóbulos y 1 estambre. Flores pistiladas solitarias, sin perianto, con un ovario peludo y 2 largos estigmas filiformes.

## Taxonomía
El género fue descrito por Buxb. ex L.  y publicado en Species Plantarum 2: 969. 1753. La especie tipo es: Ceratocarpus arenarius

## Especies
| - Ceratocarpus arenarius - Ceratocarpus maritimus - Ceratocarpus salinus - Ceratocarpus turkestanicus - Ceratocarpus utriculosus |